# Grand-Bassam
Grand-Bassam je grad i sjedište istoimenog departmana Obale Bjelokosti (pokrajina Sud-Comoé), kao i istoimene katoličke biskupije. Grad je bio prva prijestolnica Obale Bjelokosti od osnutka, 1893. godine, ali je 1896. gotovo napušten zbog epidemije žute groznice, te je 1900. godine prijestolnicom postao grad Bingerville. Nalazi se u zaljevu Ébrié u Atlantskom oceanu, odmah istočno od Abidjana i sve do 1930-ih i uzleta Abidjana, Grand-Bassam je bio najveća pomorska luka u zemlji.
Grand-Bassam je primjer kolonijalnog planiranog grada s kraja 19. i početka 20. stoljeća s četvrtima specijaliziranima za trgovinu, upravu, stanovanje za Europljane i Afrikance. Kako je bio najvažnija luka, te gospodarsko i sudske središte Obale Bjelokosti svjedočio je složenim društvenim odnosima između Europljana i Afrikanaca, što je dovelo do osnutka pokreta za nezavisnosti zemlje. Zbog toga je 2012. godine upisan na UNESCO-ov popis mjesta svjetske baštine u Africi.

## Povijest
Francuski pukovnik Charles-Philippe de Kerhallet je prvi zabilježio postojanje naselja na ovom mjestu 10. veljače 1842. godine kada je potpisao mirovni sporazum s njegovim vladarom, Attékébléom. Nakon toga francuska vojska je podigla utvrdu Nemours na plaži Assinie koja je danas popularno ljetovalište. Viceadmiral Alphonse Fleuriot de Langle je tu potpisao sporazum s kraljem Krinjaboa, Amonom Ndoufouom, koji je Francuzima dozvolio izgradnju utvrda za borbu protiv Engleza. Kasnije su te utvrde postale francuske trgovačke postaje. 
Upravo je takvu jednu postaju admiral Eugène Louis Hugues Mequet organizirao kao francusko upravno središte koje je 1893. godine, koja se smatra godinom osnutkom Grand Bassama, postala glavni grad Obale Bjelokosti. Iste godine je proveden i podvodni telegraf, povezujući Grand-Bassam i Conakry koji je tada bio glavni grad "Francuske Gvineje", te Cotonou, prijestolnicu "Francuskog Dahomeja" (današnji Benin). Kao živahno središte na području francuskih trgovačkih postaja u Gvinejskom zaljevu, koje su kasnije postale državom Obalom Bjelokosti, Grand-Bassam je privlačio stanovništvo iz svih dijelova Afrike, Europe i Levanta.
God. 1899., u Grand-Bassamu je izbila epidemija žute groznice koja je odnijela mnogo života, a od 60 europljana preminulo je njih 45. Nove epidemije 1900. i 1903. godine prisilile su Francuze da presele prijestolnicu u grad Bingerville.

## Znamenitosti
Povijesno središte Grand-Bassama, tzv. La ville historique, ima pravilnu mrežu ulica sa zgradama kolonijalne arhitekture, obilježene funkcionalnim kućama s galerijama, verandama i vrtovima; planirane na temelju europskih načela funkcionalizma i higijene s kraja 19. st. No, pored njega se nalazi i nepravilno ribarsko naselje N’zima koje je svjedoči o trajnosti tradicionalne kulture.
Mnoge drvene kolonijalne zgrade su građene na stupovima i zahvaljujući pogodnoj prirodnoj konvekciji strujanja zraka, nisu im ni danas potrebni sustavi klimatizacije. Mnoge od njih su u postupku obnove, što oživljava i lokalno godpodarstvo obrtnika i umjetnika.
Neke od značajnijih građevina u starom gradu su Katedrala Svetog Srca (Cathédrale Sacré Cœur) i Nacionalni muzej kostima (Le Musée national du costume de Côte d'Ivoire).
Na sjevernoj strani zaljeva, na kontinentu i povezan mostom sa starim gradom, nalazi se Novi grad, Nouveau Bassam. Izrastao je iz naselja afričke služinčadi, a danas je glavno trgovačko središte grada.

## Poveznice
- Saint-Louis, Senegal
- Zanzibar (grad)

## Vanjske poveznice
- Uprava Grand-Bassama (fr.)
- Povijesni grad Grand-Bassam[neaktivna poveznica] (fr.)

### Ostali projekti
|  | Zajednički poslužitelj ima još gradiva o temi Grand-Bassam |